# Le Lettere
Le Lettere è una casa editrice italiana con sede a Firenze, fondata nel 1976 dall'editore Federico Gentile, figlio del filosofo Giovanni Gentile.

## Storia
Fondata nel 1976 dall'editore Federico Gentile (Napoli 1904 - Firenze 1996), che lavorò a lungo alla Sansoni, la casa editrice fiorentina comperata dal padre, il filosofo Giovanni. Quando nel 1975 la storica Sansoni fu comprata dalla Rizzoli, Gentile decise di fondare insieme al figlio Giovanni (lo stesso nome del nonno) "Le Lettere", specializzandola in pubblicazioni letterarie di carattere universitario: più di 1500 libri divisi in una quarantina di collane, dalla storia alla poesia, dall'arte alla narrativa.
Pubblica anche diciotto periodici specializzati tra cui Giornale critico della filosofia italiana, Lingua nostra, La Rassegna della letteratura italiana, i bollettini annuali dell'Accademia della Crusca.
Molti libri editi precedentemente dalla Sansoni sono ripubblicati dalla casa editrice, presso la quale è stata anche pubblicata l'Opera Omnia di Giovanni Gentile, terminata nel 1999. Dal 1994 è subentrata alla Mondadori nella pubblicazione  delle Opere di Dante Alighieri per conto della Società Dantesca Italiana.